# ピエトラルッビア
ピエトラルッビア（伊: Pietrarubbia）は、イタリア共和国マルケ州ペーザロ・エ・ウルビーノ県にある、人口約600人の基礎自治体（コムーネ）。

## 地理

### 位置・広がり
ペーザロ・エ・ウルビーノ県のコムーネ。ウルビーノから西北西へ22km、ペーザロから西南西へ44kmの距離にある。

#### 隣接コムーネ
隣接するコムーネは以下の通り。括弧内のRNはリミニ県所属を示す。
- カルペーニャ
- フロンティーノ
- マチェラータ・フェルトリア
- モンテコピオーロ (RN)
- ピアンディメレート

### 気候分類・地震分類
ピエトラルッビアにおけるイタリアの気候分類 (it) および度日は、zona E, 2535 GGである。
また、イタリアの地震リスク階級 (it) では、zona 2 (sismicità media) に分類される。

## 行政

### 分離集落
ピエトラルッビアには、以下の分離集落（フラツィオーネ）がある。
- Mercato Vecchio (sede comunale), Ponte Cappuccini